# دن هان
دن هان (انگلیسی: Don Hahn؛ زادهٔ ۲۵ نوامبر ۱۹۵۵) یک تهیه‌کننده است. وی از سال ۱۹۷۷ میلادی تاکنون مشغول فعالیت بوده‌است.